# 志賀勝
志賀 勝（しが まさる、1942年〈昭和17年〉1月13日 - 2020年〈令和2年〉4月3日）は、日本の俳優・歌手・タレント。
京都府京都市出身。東映俳優センター、RIKIプロジェクト、ケイズファクトリーを経て、ウォークオン（制作プロダクションおよび広告代理店）に業務提携の形で籍を置いていた。

## 来歴・人物
本名は亀山勝彦（かめやま・かつひこ）。父親は東映時代劇で活躍した加賀邦男。兄は俳優・亀山達也。平安高等学校卒業。1960年に東映京都に入社。
東映京都撮影所の大部屋俳優出身であり、下積み時代は時代劇やヤクザ映画の斬られ役などが主だった。後にピラニア軍団として売り出す室田日出男・川谷拓三・岩尾正隆らと『仁義なき戦い』シリーズに出演。
ピラニア軍団の創立メンバーとしても知られ、1970年代後半からはピラニア軍団の一員として映画出演のほか、テレビ番組『欽ちゃんのドンとやってみよう!』にレギュラー出演し、凶悪なイメージを逆手に取ったコミカルな個性で広く知られるようになった。
1980年のテレビドラマ『大激闘マッドポリス'80』と『特命刑事』では、刑事役でレギュラー出演。以降もバラエティ番組・テレビドラマ・CMなどに出演する一方、歌手活動も展開しており、シングルEP『情(なさけ)』や『女』などを発表している。
2020年4月3日午後8時14分、拡張型心筋症のため京都市の病院で死去。78歳没。死去の10年ほど前から心臓の不調が出ていたのに加えて、脳梗塞で倒れ入退院を繰り返していた事が明かされた。

## 出演

### 映画
※括弧内の公開年のみは東映作品
- 十兵衛暗殺剣（1964年）
- 忍法忠臣蔵（1965年）
- 関東破門状（1965年）
- 関東果し状（1965年）
- 沓掛時次郎 遊侠一匹（1966年） - 中盆
- 博奕打ちシリーズ
  - 博奕打ち 一匹竜（1967年）
  - 博奕打ち 不死身の勝負（1967年）
- 日本暗黒史シリーズ
  - 日本暗黒史 血の抗争（1967年）
  - 日本暗黒史 情無用（1968年）
- 兄弟仁義 関東命知らず（1967年）
- 銭形平次（1967年）
- 人間魚雷 あゝ回天特別攻撃隊（1968年） - 須坂少尉
- 前科者（1968年）
- 極道シリーズ
  - 極道（1968年）
  - 帰ってきた極道（1968年）
  - 待っていた極道（1969年）
  - 旅に出た極道（1969年）
  - 極道罷り通る（1972年）
  - 釜ケ崎極道（1973年） - タツ
  - 極道VSまむし（1974年） - 村重五郎
  - 極道VS不良番長（1974年） - 亀
- 極悪坊主シリーズ
  - 極悪坊主（1968年）
  - 極悪坊主 飲む打つ買う（1971年）
- 緋牡丹博徒（1968年）
- 前科者 縄張荒し（1969年）
- おんな刺客卍（1969年）
- 賞金稼ぎシリーズ
  - 賞金稼ぎ（1969年）
  - 五人の賞金稼ぎ（1969年）
  - 賞金首 一瞬八人斬り（1972年）
- ごろつき部隊（1969年）
- 渡世人列伝（1969年）
- 博徒一家（1970年）
- 関東テキヤ一家 天王寺の決斗（1970年）
- 傷だらけの人生（1971年）
- 女渡世人 おたの申します（1971年）
- 日本悪人伝（1971年）
- 現代やくざ 血桜三兄弟（1971年）
- 関東テキヤ一家 浅草の代紋（1971年）
- 昭和おんな博徒（1972年）
- 男の代紋（1972年）
- 博奕打ち外伝（1972年）
- まむしの兄弟 傷害恐喝十八犯（1972年） - 矢東会組員 大賀
- 子連れ狼 死に風に向う乳母車（1972年、東宝 / 勝プロ）
- 仁義なき戦いシリーズ（東映）
  - 仁義なき戦い（1973年） - 横川信夫（有田組組員）
  - 仁義なき戦い 広島死闘篇（1973年） - 寺田啓一（大友組幹部）
  - 仁義なき戦い 頂上作戦（1974年） - 吉井信介（山守組長山守義雄のガード役）
- 不良姐御伝 猪の鹿お蝶（1973年）
- 三池監獄 兇悪犯（1973年） - 八木又造
- 子連れ狼 冥府魔道（1973年、東宝 / 勝プロ） - 泉数馬
- 山口組外伝 九州進攻作戦（1974年） - 酒井均
- 唐獅子警察（1974年）
- 実録飛車角 狼どもの仁義（1974年）
- 女番長 玉突き遊び（1974年）
- 脱獄広島殺人囚（1974年） - 北川敏夫
- 新仁義なき戦い（1974年） - 笹本
- まむしと青大将（1975年） - 金本良三
- 暴力金脈（1975年） - 安本努
- 日本暴力列島 京阪神殺しの軍団（1975年） - 田中勝次
- 好色元禄㊙物語（1975年）
- 暴動島根刑務所（1975年） - 亀井努
- 極道社長（1975年） - 古賀徳三
- 強盗放火殺人囚（1975年） - 今井良作
- 脱走遊戯（1976年） - 水原
- 実録外伝 大阪電撃作戦（1976年） - 金元基
- 沖縄やくざ戦争（1976年） - 恩納健吉
- 河内のオッサンの唄（1976年） - 審判員
- 狂った野獣（1976年） - 極楽一郎
- 暴走パニック 大激突（1976年） - 長髪の若者
- バカ政ホラ政トッパ政（1976年） - 藤井
- 蛇と女奴隷（1976年、東映 / 向井プロ / ユニバースプロ） - 染谷
- やくざの墓場 くちなしの花（1976年） - 新井真吉
- 日本の首領シリーズ
  - やくざ戦争 日本の首領（1977年） - 大阪・共和会幹部 内田頼三
  - 日本の首領 野望篇（1977年） - 横浜・松枝組組員 村上三郎
  - 日本の首領 完結篇（1978年） - 大阪・中島組若頭補佐 白川義雄
- 毒婦お伝と首切り浅（1977年） - 商人風の男
- 大奥浮世風呂（1977年） - 柳全
- ピラニア軍団 ダボシャツの天（1977年） - 清
- 女獄門帖 引き裂かれた尼僧（1977年） - 作造
- 空手バカ一代（1977年） - 滝村
- 日本の仁義（1977年） - 的場
- ドーベルマン刑事（1977年） - 大野
- 仁義と抗争（1977年） - 若松和男
- 事件（1978年、松竹）
- ダイナマイトどんどん（1978年、大映 / 東映） - 南里
- 赤穂城断絶（1978年）
- 総長の首（1979年）
- 白昼の死角（1979年、角川春樹事務所） - 刺客
- 俺達に墓はない（1979年、東映セントラルフィルム） - 滝田栄一
- トラック野郎・熱風5000キロ（1979年） - 蟹沢
- 真田幸村の謀略（1979年） - 牢人
- 夢一族 ザ・らいばる（1979年） - 大野刑事[6]
- 土佐の一本釣り（1980年、松竹） - 石松
- ブルージーンズ メモリー（1981年、東宝） - 時実
- すっかり…その気で!（1981年、東宝） - 大橋
- ビー・バップ・ハイスクール 高校与太郎狂騒曲 （1987年） - 元村(トオルをスカウトしに来たヤクザ)
- 肉体の門（1988年） - 大迫
- 姐御（1988年） - 三橋
- 激動の1750日（1990年、東映） - 八矢会理事長補佐・川勝組若頭 塩崎昇
- 斬殺せよ 切なきもの、それは愛（1990年、東映クラシックス） - 巡査
- 首領になった男（1991年、東映） - 高木伸次
- ファンキー・モンキー・ティーチャー（1991年、ポニーキャニオン / 東映） - 黒岩先生
- ファンキー・モンキー・ティーチャー2 東京侵攻大作戦（1992年、ポニーキャニオン / 東映） - 黒岩先生
- 武闘の帝王（1993年、シネマパラダイス） - 大久保利男
- 新極道の妻たち 惚れたら地獄（1994年、東映ビデオ）
- 首領を殺った男（1994年、東映ビデオ） - 末長憲一
- 武闘の帝王2（1994年、シネマパラダイス） - 大久保利男
- 岸和田少年愚連隊 BOYS BE AMBITIOUS（1996年） - 岩田
- ピエタ（1997年、NERVOUS / 日活） - 高木寅夫
- 借王＜シャッキング＞シリーズ（日活）全9作 - 水沼正三（水沼はん）
  - 借王＜シャッキング＞（1997年10月11日）
  - 借王＜シャッキング＞2（1997年10月11日）
  - 借王＜シャッキング＞3（1998年7月4日）
  - 借王＜シャッキング＞4（1998年7月4日）
  - 借王＜シャッキング＞5 -THE MOVIE- 沖縄大作戦（1999年2月20日）
  - 借王＜シャッキング＞6 ナニワ相場師伝説（1999年）
  - 借王＜シャッキング＞THE MOVIE 2000（2000年7月22日）
  - 借王＜シャッキング＞8 狙われた学園（2001年1月）
  - 借王＜シャッキング＞ ファイナル（2002年3月）
- 友情 Friendship（1998年、ムービーブラザース / 東映） - 竹村
- 銃爪（1998年、アーバンタイムス / ビジョンスギモト） - 富岡忠茂
- 新・極道渡世の素敵な面々 女になった覚えはねぇ（1998年、ムービー・ブラザース） - 小橋義長
- 新宿やくざ狂犬伝 一匹灯（1999年、大映） - 大野辰夫
- 制覇（1999年、大映） - 関西 志木島組組長
- ドンを撃った男（1999年、GAGA PICTURES） - 猪俣健吾
- 新・仁義なき戦い。（2000年、東映ビデオ） - 三代目左橋組粟野組若頭 篠崎正彦
- 難波金融伝 ミナミの帝王 劇場版PART XIV 借金極道（2001年、KSS） - 福永竜紀
- 実録 夜桜銀次 九州進攻作戦鮮血秘話（2001年、東映 / ジャパン・アート / 東映ビデオ） - 境田昭三
- 実録 夜桜銀次2 九州進攻作戦鮮血秘話（2001年、東映 / ジャパン・アート / 東映ビデオ） - 境田昭三
- 実録・安藤昇侠道伝 烈火（2002年、東映ビデオ）
- KUMISO 組葬（2002年、オメガ・プロジェクト / ジャパンアミューズ） - 特別出演
- 新・仁義なき戦い/謀殺（2003年、東映ビデオ） - 竜紋会会長 前田茂一
- SEMI －鳴かない蝉－（2003年、フェーズ） - 権藤
- ぼくんち（2003年、アスミック・エース） - 鉄じい
- フラガール（2006年、シネカノン） - 熊野五郎（小百合の父）
- 図鑑に載ってない虫（2007年、葵プロモーション） - 太田刑事
- 県警強行殺人班 鬼哭の戦場（2007年7月21日） - 青浪会会長
- 哀愁のヒットマン（2008年、GPミュージアムソフト） - 先生
- 彌勒 MIROKU（2013年、林海象監督、北白川派） - 大工
- よしもと新喜劇映画 商店街戦争〜SUCHICO〜（2017年、KATSU-do） - 鮫島勝 ※映画出演では最後の作品

### テレビドラマ
- 銭形平次 （CX / 東映）
  - 第130話「潮風の歌」（1968年） - 長八
  - 第408話「ろくでなしの叫び」（1974年） - 地廻り(二)
  - 第431話「かわいい娘」（1974年） - 富造
  - 第692話「母恋道中」（1979年） - 文吉
- 花のお江戸のすごい奴 第1話「まぼろしの花嫁」（1969年、CX / 東映 / 新国劇） - 辰市
- 素浪人 花山大吉 （NET / 東映）
  - 第52話「殿さまスタコラ逃げていた」（1969年）
  - 第60話「災難ひろうバカもいた」（1970年）
  - 第95話「興奮しただけ無駄だった」（1970年）
- 水戸黄門（TBS / C.A.L）
  - 第1部 第3話「小田原・喧嘩駕篭・小田原」（1969年8月18日） - 寅
  - 第3部（1972年）
    - 第17話「二つに別れた黄門主従・堺」 - 地廻り
    - 第20話「帰って来た男・土佐」

  - 第4部（1973年）
    - 第14話「落ちて来たおしら様・弘前」 - 猟師
    - 第22話「激流に実る恋・北上川」

  - 第5部 第25話「黄門爆殺計画 -長崎-」（1974年9月23日） - 見物客
  - 第19部 第1話～第2話、第4話～第5話、第7話～第9話 （1989年） - 丁字坊
- あゝ忠臣蔵 第34話「決断の時来たる」（1969年11月22日、KTV / 東映） - 吉良の付け人
- 天を斬る 第23話「石に咲く花」（1970年、NET / 東映）
- 燃えよ剣 第15話「わかれ雲」（1970年、NET / 東映）
- 軍兵衛目安箱 第14話「誰も知らない女」（1971年、NET / 東映）
- 徳川おんな絵巻 （1971年、KTV / 東映） - 犬八
  - 第44話「復讐の女豹」
  - 第45話「姿なき殺人」
- 大岡越前（TBS / C.A.L）
  - 第2部 第23話「鬼の目に涙」（1971年10月18日） - 悪党
  - 第3部 第6話「狐火の五千両」（1972年7月17日） - 五郎蔵の子分
  - 第6部 第32話「越前への挑戦状」（1982年10月11日） - 丹治
  - 第8部 第1話「大岡越前」（1984年7月16日） - 安蔵
- 忍法かげろう斬り 第19話「処女（むすめ）狩り」（1972年、KTV / 東映）
- 素浪人 天下太平 第13話「父ちゃんの土産は千両箱」（1973年、NET / 東映）
- 唖侍 鬼一法眼 （NTV / 勝プロ）
  - 第3話「火炎の街道」（1973年） - 四郎太
  - 第4話「六道地獄橋」（1973年） - 乞食の島蔵
  - 第15話「消えた賞金稼ぎ」（1974年） - 桜丸
- 狼・無頼控 第9話「闇の魔王を消せ!」（1973年、MBS / 大映テレビ）
- ぶらり信兵衛 道場破り 第49話「いもうと」（1974年、CX / 東映）
- 必殺シリーズ （ABC / 松竹）
  - 必殺仕置人 第19話「罪を憎んで人憎む」（1973年） - 吉野
  - 助け人走る 第3話「裏表大泥棒」（1973年） - 伊太八
  - 暗闇仕留人 第21話「仏に替りて候」（1974年） - 釘六
  - 必殺必中仕事屋稼業 第17話「悟りて勝負」（1975年）- 虎吉
  - 必殺仕置屋稼業 第5話「一筆啓上幽鬼が見えた」（1975年） - 竹次郎
  - 必殺仕業人 第21話「あんたこの計り事どう思う」（1976年） - 粂吉
  - 新・必殺仕置人 第11話「助人無用」（1977年） - 源六
  - 新 必殺からくり人 第6話「東海道五十三次殺し旅 日坂」（1977年） - 角造
  - 必殺仕事人 第26話「半吉は女の愛で立ち直れるか?」（1979年） - 伊集院伝八
  - 必殺仕事人IV 第28話「順之助20歳の誕生日に誘拐される」（1984年） - 七兵衛
- 座頭市物語 第14話「赤ン坊喧嘩旅」（1975年、CX / 勝プロ） - 嘉七
- 斬り抜ける 第15話「城中乱入」（1975年、ABC / 松竹） - 多十
- 影同心シリーズ （MBS / 東映）
  - 影同心 第6話「廓に咲く花殺し節」（1975年） - 市次
  - 影同心II
    - 第3話「遅れて咲いた彼岸花」（1975年） - 紋次
    - 第17話「一殺多生の大相撲」（1976年） - 伊佐次
- 賞金稼ぎ 第11話「宿場のガンスモーク」（1975年、NET / 東映） - ましらの万蔵
- 遠山の金さん 第1シリーズ 第1話「燃えろ桜吹雪」（1975年、NET / 東映）
- 痛快! 河内山宗俊 （CX / 勝プロ）
  - 第5話「親孝行なさけのかけ橋」（1975年）
  - 第17話「火と燃えよ 恋のかよい路」（1976年）
- 大都会シリーズ（NTV / 石原プロ）
  - 大都会 闘いの日々 第23話「山谷ブルース」（1976年） - 南友会若衆頭・秋葉ユキオ
  - 大都会 PARTII （1977年）
    - 第11話「対決」 - 青山勝
    - 第23話「護送」 - 小山清

  - 大都会 PARTIII 第14話「刑事が消えた」（1979年） - 江尻
- 夜明けの刑事 第77話「ひき逃げされた高校生のナゾ!!」（1976年、TBS / 大映テレビ） - 仁内組・木下
- 前略おふくろ様 第2シリーズ（1976年 - 1977年、NTV） - 「川波」の板前・修
- 新・座頭市 第1シリーズ 第27話「旅人の詩」（1977年、CX / 勝プロ）
- 特捜最前線 第1話「愛の十字架」（1977年、ANB / 東映） - 矢沢宗吉
- 人形左七捕物帳 （1977年、ANB / 東映） - 鳥越の茂平次　※室田日出男の後任として第24話から最終話まで出演
- 大追跡 第18話「レディー・キラー」（1978年、NTV / 東映） - 宮本
- 浮浪雲 （1978年、ANB）
- 太陽にほえろ! （NTV / 東宝）
  - 第328話「待ち合わせ」（1978年） - 小田
  - 第447話「侵入者」（1981年） - 矢沢
- 風鈴捕物帳 第11話「浮世絵殺人事件」（1979年、ANB / 東映）
- 桃太郎侍 第118話「江戸っ子娘に春が来た」（1979年、NTV / 東映） - 権九郎/春雨小僧　※二役
- ザ・スーパーガール 第13話「女ドラゴン・紅の必殺拳」（1979年、12ch / 東映） - 警視庁特捜部・滝慎一郎
- 大江戸捜査網 第398話「島破り執念の逃亡者」（1979年、12ch / 三船プロ） - 巳之吉
- 江戸を斬る （TBS / C.A.L）
  - 江戸を斬るIV 第10話「お京初恋御用旅」(1979年） - 源造
  - 江戸を斬るV 第4話「猫が知ってた大泥棒」（1980年） - 彦助
- 騎馬奉行（1979年 - 1980年、KTV / 東映） - 飛車角
- 探偵物語 第22話「ブルー殺人事件」（1980年、NTV / 東映） - 青井健二
- 大激闘マッドポリス'80 （1980年、NTV / 東映） - 芹沢末八
- 特命刑事（1980年、NTV / 東映） - 芹沢末八
- 天皇の料理番 （1980年 - 1981年、TBS / テレパック） - 荒木 豪一
- Gメン'75 第290話「Xmasカードの中の人骨」（1980年、TBS / 東映） - 望月亀造
- 吉宗評判記 暴れん坊将軍 第143話「俺は天下の鼻つまみ」（1981年、ANB / 東映） - 車坂権九郎
- 熱中時代 第2シリーズ 第35話「みね子が連れ戻される!?」（1981年、NTV） - 犯人
- 裸の大将放浪記 第5話「人の口は恐ろしいので」（1981年、KTV / 東阪企画） - 巡査
- プロハンター 第12話「黒い薔薇は死の匂い」（1981年、NTV / セントラル・アーツ）
- 西部警察 第96話「黒豹刑事リキ」（1981年、ANB / 石原プロ） - 大沼精一
- 赤かぶ検事奮戦記 第2シリーズ 第1話「女弁護士に惚れたヤクザ」（1981年、ABC / 松竹） - 梅村健三
- 幻之介世直し帖 第11話「人質救出! 暗闇の対決」（1981年、NTV / 国際放映）
- 名奉行 遠山の金さん 第1〜5シリーズ （1988年 - 1993年、ANB / 東映） - 二八
- 新吾十番勝負（1990年、ANB）
- 大忠臣蔵（1994年、TBS）
- 好きやねん （1995年、NTV） - 弘崎薫
- 土曜ワイド劇場 / 桜吹雪美人スリ三姉妹がいく （1997年、ABC / 東通企画） - 川田
- 熱血!周作がゆく 第1話「一刀流一番手柄!」（2000年、ANB / 東映） - 用心棒の浪人
- オヤジ探偵 （2001年、ANB / 東映） - 小野寺ひろみ係長
- 帰ってきた時効警察 第2話「好きな理由よりも嫌いな理由の方がハッキリしていると言っても過言では無いのだ!」（2007年、EX / MMJ）
- 新・ミナミの帝王(6) 狙われた銀次郎（2013年、KTV / メディアプルポ） - ホームレス

### Vシネマ
- 極道ステーキIII（1992年、東映ビデオ）
- ファンキー・モンキー・ティーチャー4 高校教師 （1993年、ポニーキャニオン）
- ダブル極道 いてまえ!!（1998年、日活） - 坂本銀八
- 大阪極道戦争外伝 シャブ極道〜暴発篇〜（1999年、徳間ジャパンコミュニケーションズ）- 中島義満
- ルージュ（1999年、徳間ジャパンコミュニケーションズ）
- 傷だらけの仁義 （2000年、GPミュージアム） - 藤堂組組長 藤堂房次郎
- 実録・広島やくざ戦争（2000年、GPミュージアム） - 呉市 山城組組長 山城辰雄
- 広島やくざ戦争 完結編（2000年、GPミュージアム） - 初代共雄会会長 山城辰雄
- 日本極道史 龍神三兄弟（2000年） - 浅野組組長 浅野喜三郎
- ザ・代紋 シリーズ（2002年、アンカー・ネットワーク） - 関東石榴会会長 石丸次郎
  - ザ・代紋（2002年1月25日）
  - ザ・代紋2（2002年5月24日）
  - ザ・代紋3 Dancing Dragon 覇王烈伝（2002年10月25日）
  - ザ・代紋4 Dancing Dragon 覇王継承（2002年12月20日）
- 首領の女1・2・3（2002年、GPミュージアム）全3作 - 坂口組若頭補佐 藤堂組組長 藤堂康明
- 実録 北海道やくざ戦争 北海の晩夏（2003年、GPミュージアム） - 三代目山王会鴨井組舎弟 花戸組組長 花戸章
- 誇り高き野望4（2005年、アネック）- 囚人
- 白竜1-10（2006年 - 2009年、GPミュージアム） - 黒須組組長 黒須勘助
  - 白竜 シノギの報酬（2006年 GPミュージアムソフト）
  - 白竜 シノギの報酬Ⅱ（2006年 GPミュージアムソフト）
  - 白竜3 非情のバトルロワイアル（2007年 GPミュージアムソフト）
  - 白竜4 赤絨毯の死闘（2007年 GPミュージアムソフト）
  - 白竜5 支配者VS独裁者（2008年 GPミュージアムソフト）
  - 白竜6 仁義の火群（ほむら）（2008年 GPミュージアムソフト）
  - 白竜7 白竜暗殺計画（2009年 GPミュージアムソフト）
  - 白竜8 六本木侵攻（2009年 GPミュージアムソフト）
  - 白竜9 その女、亜利沙（2009年 GPミュージアムソフト）
  - 白竜10 白竜VS.黒竜（2010年 GPミュージアムソフト）
- 筋モンリーグ 野球篇（2006年、GPミュージアム） - 山城組組長 山城稔
- 暗黒街の帝王 カポネと呼ばれた男（2008年、GPミュージアム） - ヒノ組長
- 極道の紋章 第七章（2008年、GPミュージアムソフト） - 博多 牧原一家組長 牧原喜三郎
- BLACK MAFIA 絆 完結編（2009年、GPミュージアム） - 福島会七代目会長 福島則正
- 新まるごし刑事!（2009年、GPミュージアム） - 警視庁刑事部捜査官 五十路貞造
  - 新まるごし刑事! 鉄拳制裁だ!歌舞伎町!（2009年3月）
  - 新まるごし刑事! チャイルドを救出せよ!（2009年6月）
- 新・首領への道4,5（2009年、GPミュージアムソフト） - 三代目侠山会会長　王道キョウゾウ
- 千年の松 完結編（2009年、GPミュージアム） - 荒武連合森脇組組長 森脇光成
- 松方弘樹の名奉行金さん2009（2009年、GPミュージアム）

### バラエティ
- クイズ・ドレミファドン! - ピラニアマン
- 欽ちゃんのドンとやってみよう!
- ピンキーパンチ大逆転
- 人気者でいこう! - BONITAオーディションほか
- ダウンタウンDX （よみうりテレビ）
- ダウンタウンのガキの使いやあらへんで!!
- SMAP×SMAP - 「もう一つの…北の国から〜あこがれて〜」木下秀明

### CM
- レースガイド「志賀勝事務所」の設定
- エースコック 焼豚ラーメン大吉
- エースコック 焼そば大吉

## 歌
- 「役者稼業」 - ピラニア軍団 LP『ピラニア軍団』（1977年、キング/ベルウッドレコード、OFL-40） A面2曲目に収録
  - ピラニア軍団 CD『ピラニア軍団』（1999年6月25日、PCD-1492） 2曲目に収録
  - 坂本龍一 CD『Year Book 1971-1979』（2016年1月17日） ディスク2の5曲目に収録

### EP
|    | リリース   | タイトル（A面）      | B面            | レーベル                 | 品番     |
| -- | ---------- | -------------------- | -------------- | ------------------------ | -------- |
| 1  | 1977年8月  | 螢籠                 | 高円寺物語     | 東芝レコード             | TP-10275 |
| 2  | 1978年2月  | 風の噂               | おみっちゃん   | 東芝レコード             | TP-10364 |
| 3  | 1978年     | 女ですもの           | だらだら坂     | 東芝レコード             | TP-10419 |
| 4  | 1978年10月 | そんな女でいいんです | ゆきずり       | 東芝レコード             | TP-10473 |
| 5  | 1981年     | 男                   | 迎えてやるよ   | 日本マーキュリーレコード | MA-0001  |
| 6  | 1982年2月  | 道                   | 苦労かけるね   | アポロン/ALTY            | AY07-2   |
| 7  | 1982年8月  | 男                   | 螢籠           | アポロン/ALTY            | AY07-4   |
| 8  | 1983年1月  | 酒                   | 心             | アポロン/ALTY            | AY07-5   |
| 9  | 1983年10月 | みれん橋             | 俺ひとり       | アポロン/ALTY            | AY07-12  |
| 10 | 1984年8月  | 女                   | 母のかげ       | アポロン/ALTY            | AY07-22  |
| 11 | 1985年8月  | 残侠ふたり旅         | 心に化粧       | アポロン/ALTY            | AY07-29  |
| 12 | 1986年11月 | 情(なさけ)           | 泣くな姉ちゃん | アポロン/ALTY            | AY07-56  |

### LP
|   | リリース | タイトル                      | 収録曲 | レーベル      | 品番     |
| - | -------- | ----------------------------- | --- | ------------- | -------- |
| 1 | 1978年   | 見参                          | A面 1. 風の噂 2. のぞきカラクリ 3. 高円寺物語 4. おみっちゃん 5. 糸魚川23:52青森行 6. 螢籠 B面 1. 昔の名前で出ています 2. くちなしの花 3. 酒と泪と男と女 4. 裏町哀歌 5. 北へ帰ろう 6. 旅の終りに | 東芝EMI       | TP-72301 |
| 2 | 1982年   | 志賀勝のすべて                | A面 1. 男 2. 苦労かけるね 3. 道草 4. 酒 5. 夜が2人を 6. 昔の女 7. 男 ＜カラオケ＞ B面 1. 道 2. 迎えてやるよ 3. 男の意気地 4. 可愛いお前 5. 俺ひとり 6. 愛情 7. 道 ＜カラオケ＞                   | アポロン/ALTY | AY25-1   |
| 3 | 1983年   | 男を唄う                      | A面 1. 会津の小鉄 2. 唐獅子牡丹 3. 心 4. 歩(ふ) 5. 兄弟仁義 B面 1. 名月 赤城山 2. 涙の酒 3. 人生劇場 4. 花と竜 5. 関東流れ                                                                       | アポロン/ALTY | AY25-2   |
| 4 | 1985年   | 華の章 役者道二十五周年記念盤 | A面 1. 残侠ふたり旅 2. 蚊屋吊り草 3. 命 4. 未練 5. 夫婦合掌 6. 腕枕 B面 1. 男の羽織 2. 心に化粧 3. 仁侠の花 4. つれあい 5. 男の一生 6. 想い出花                                                  | アポロン/ALTY | AY28-7   |

### カセットテープ
- 志賀勝 全曲集 （1985年　アポロン　X30-1） 16曲入り
- 志賀勝 全曲集 （1986年　アポロン　KEF-1159） 20曲入り
- 志賀勝 全曲集 （1987年　アポロン　KEF-1162） 22曲入り

### CD

#### シングル
- 夫婦(めおと)がたり （1993年6月2日　KIDX-110）

#### オリジナルアルバム
- 久し振りやのォ… （1993年10月21日　KICX-298）

#### ベストアルバム
- 志賀勝 全曲集 （1986年12月5日　BY32-21）
- 志賀勝 ベストアルバム （1989年11月5日　APCA-1023）
  - 志賀勝 ベストアルバム(再発) （1999年4月21日　APCA-1085）
- 志賀勝 ベスト撰集 （2001年5月23日　EWCA-86024）
- 志賀勝の世界 （2003年　TOL-112）
- 志賀勝の世界 名選集 （2007年12月5日　HMCD-1012）
- 志賀勝 ベスト＆ベスト （2008年7月1日　KB-7）
- Best★BEST 志賀勝 （2010年4月7日　12CD-1038）